# Víctor Martínez (culturista)
Víctor Martínez (San Francisco de Macorís, 29 luglio 1973) è un culturista dominicano.
È il secondo bodybuilder dominicano ad entrare nel circuito professionistico dopo Tony Domenech.
Professionista affiliato alla IFBB, ha vinto la Night of Champions nel 2003, lo Show of Strength Pro Championship nel 2004 e l'Arnold Classic del 2007 (la seconda gara di culturismo più importante del mondo, dopo Mr. Olympia).

## Biografia
Martínez si spostò dalla Repubblica Dominicana a New York in tenera età, crebbe e frequentò una scuola nell'area di Washington Heights, dove cominciò a praticare baseball, basket e football americano. Grazie alla competizione in questi sport incontrò il mondo del sollevamento pesi e dell'allenamento in palestra a cui si appassionò.
La carriera di Martínez inizia nel 1997 quando compete alla NPC New York Metro Championships come peso leggero a cui arrivò primo. Continuò a competere nel circuito NPC fino al 2001, quando esordì nella IFBB alla Night Of Champions dove arrivò 8°. L'anno seguente nel 2002 fece la sua prima apparizione all'Arnold Classic e si classifico 13°. Nello stesso anno partecipò alla gara Ironman Pro Invitational, valida l'accesso, per i primi cinque classificati, a Mr.Olympia, ma arrivò 9°. Nel 2003 vinse la Night Of Champions.
La sua prima partecipazione al Mr.Olympia è avvenuta all'edizione 2004, dove arrivò 9°. Nel 2005 arrivò 5°, nel 2006 salì sul podio classificandosi 3º dietro a Ronnie Coleman e Jay Cutler. Nel 2007 si piazzò 2° nuovamente dietro a Jay Cutler.
Nel 2005 Coleman predisse Martínez come suo successore nelle competizioni di Mr.Olympia, ma il suo posto venne poi preso da Phil Heath.
Nel 2007 vinse l'Arnold Classic davanti a Dexter Jackson e Toney Freeman.
Nel gennaio 2008, Martínez dovette sottoporsi ad un intervento chirurgico per riparare il tendine rotuleo sinistro in seguito alla rottura che avvenne durante una serie di affondi di riscaldamento. Data la gravità dell'infortunio fu costretto a saltare le edizioni del Mr.Olympia e dell'Arnold Classic del 2008. Dopo quasi un anno lontano da allenamento e competizioni Martínez torna ad allenarsi in riabilitazione seguito dall'amico di vecchia data Jakob Panotas. Dopo nove mesi di allenamenti e riabilitazione si presenta all'Arnold Classic USA del 2009 e si piazza al secondo posto a pochi punti da Kai Greene che si aggiudica il trofeo.
Nel luglio 2009, la sorella di Martínez, Eridania Rodriguez, scompare all'improvviso dal posto di lavoro a Manhattan (New York) in circostanze misteriose. Quattro giorni dopo venne ritrovato il corpo senza vita in un condotto di aerazione nel piano dello stesso edificio di lavoro. Joseph Pabon, fu poi accusato dell'omicidio il 2 aprile 2012.
È stato co-proprietario di un Muscle Maker Grill (catena di ristoranti che servono pasti studiati appositamente per culturisti e amanti del fitness) situato a Edgewater nel New Jersey ed è diventato poi anche portavoce del franchising. Perse però queste attività commerciali in seguito al suo arresto a causa di violazioni sulle leggi dell'immigrazione Statunitensi.
L'arresto avvenne il 9 ottobre 2011 a New York, mentre Martínez era di ritorno da Madrid reduce vittorioso dell'Arnold Classic Europe. Il suo visto di permanenza era scaduto, e a seguito di macchie di anni precedenti sulla sua fedina penale per problemi legati all'uso e spaccio di farmaci, non gli era stato rinnovato. Negatagli la cauzione, venne quindi inviato nel centro correzionale "Hudson County" in Sud Kearny nel New Jersey in attesa di un processo di espulsione che avrebbe comportato il suo ritorno nella sua nativa Repubblica Dominicana. Alcuni dei documenti non erano in ordine, e la sua ultima udienza venne rinviata ad aprile 2012. Il 27 aprile tornò in tribunale e, oltre ad essere rilasciato dal carcere, gli venne dato anche il permesso di rimanere negli Stati Uniti.
Martínez è uno dei protagonisti del documentario Generation Iron del 2013, girato poco dopo la sua scarcerazione. Nell'intervista vengono accennati sia l'omicidio della sorella che le cause dell'arresto.
Le competizioni a cui partecipa dopo l'arresto sono il New York Pro 2013 dove arriva secondo e il Toronto Pro Supershow che vince.
Ha partecipato all'ultima edizione del Mr.Olympia del 2015 classificandosi al nono posto.

## Vita privata
Martínez ha due figli, Justin e Jared e tre figlie, Victoria, Zayde e Vivian.

## Misure corporee
- Altezza: 175 cm
- Peso in competizione: 125 kg
- Peso fuori competizione: 138 kg
- Braccia: 52 cm
- Torace: 150 cm
- Vita: 86 cm
- Coscia: 76 cm
- Polpacci: 56 cm
- Avambracci: 45 cm

## Vittorie conseguite e piazzamenti
- 2017 IFBB Arnold Classic Europe 8°
- 2017 IFBB Arnold Classic South Africa 4°
- 2016 IFBB Arnold Classic Europe 7°
- 2016 IFBB Mr.Olympia 11°
- 2016 IFBB Baltimore Grand Prix 1°
- 2016 IFBB Arnold Classic South Africa 4°
- 2016 IFBB New York Pro 3°
- 2015 IFBB Arnold Classic Europe: 7°
- 2015 IFBB Mr.Olympia: 9°
- 2015 IFBB Arnold Classic Brasil: 4°
- 2015 IFBB New York Pro: 2°
- 2014 IFBB San Marino Pro: 5°
- 2014 IFBB EVLs Prague Pro: 7°
- 2014 IFBB Arnold Classic Europe: 4°
- 2014 IFBB Mr.Olympia: 8°
- 2014 IFBB PBW Tampa Pro: 1°
- 2014 IFBB Arnold Classic: 4°
- 2014 IFBB Arnold Classic Europe: 5°
- 2013 IFBB Mr.Olympia: 11°
- 2013 IFBB Toronto Pro Supershow: 1°
- 2013 IFBB New York Pro: 2°
- 2011 NPC Natural Mid-States Muscle Classic: 3°
- 2011 IFBB Arnold Classic Europe: 1°
- 2011 IFBB Sheru Classic Asia: 4°
- 2011 IFBB Mr.Olympia: 4°
- 2011 IFBB Arnold Classic: 3°
- 2010 IFBB Mr.Olympia: 8°
- 2009 NPC Natural Northern USA: 1°
- 2009 IFBB Mr.Olympia: 6°
- 2009 IFBB Arnold Classic: 2°
- 2007 IFBB Mr.Olympia 2°
- 2007 IFBB Arnold Classic: 1°
- 2006 IFBB Mr.Olympia: 3°
- 2006 IFBB Arnold Classic: 3°
- 2005 IFBB Mr.Olympia: 5°
- 2005 IFBB New York Pro: 3°
- 2005 IFBB San Francisco Pro: 5°
- 2005 IFBB Arnold Classic: 7°
- 2004 IFBB Mr.Olympia: 9°
- 2004 IFBB GNC Show Of Strenght: 1°
- 2003 IFBB Night Of Champions: 1°
- 2002 IFBB Arnold Classic: 13°
- 2002 IFBB IronMan Pro: 9°
- 2001 IFBB Night Of Champions: 8°